# British Academy Film Award/Bester Film
Gewinner und Nominierte in der Kategorie Bester Film (Best Film) seit der ersten Verleihung der British Academy Film Awards (BAFTA Awards) im Jahr 1948, damals noch unter der Bezeichnung British Film Academy Awards. Der ursprüngliche Name für die Preiskategorie war „best film from any source“, in der ausländische mit britischen Filmproduktionen konkurrierten. Separat existieren heute Kategorien für den besten britischen, besten nicht-englischsprachigen und besten animierten Spielfilm. Dennoch können nach den aktuellen Regularien auch nicht-englischsprachige Produktionen, animierte Filme und Dokumentarfilme berücksichtigt werden. Nennungen erhalten jeweils die Produzenten, maximal drei pro Film. Executive Producers, Co-Producers, Associate Producers oder Line Producers sind nicht nominierungsberechtigt.
Am häufigsten ausgezeichnet wurden Filme von Woody Allen, David Lean und Martin Scorsese (je drei Siege). 29 Mal stimmte der mit dem BAFTA Award ausgezeichnete Film mit dem Oscar-Gewinner überein, zuletzt 2024 geschehen mit der Preisvergabe an das Historiendrama Oppenheimer. Dreimal (1950, 1954 und 1974) wurde der Gewinner des Oscars für den besten fremdsprachigen Film zum besten Film gekürt. Elfmal (zuletzt 2020) kam es zu Doppelsiegen in der Kategorie Bester Film und Bester britischer Film.
Die unten aufgeführten Filme werden mit ihrem deutschsprachigen Verleihtitel (sofern ermittelbar) angegeben, danach folgt in Klammern in kursiver Schrift der Originaltitel und der Name des Regisseurs. Die Nennung des Originaltitels entfällt, wenn deutscher und Originaltitel identisch sind. Die Gewinner stehen hervorgehoben an erster Stelle.

## 1940er-Jahre
1948
Die besten Jahre unseres Lebens (The Best Years of Our Lives) – Regie: William Wyler

1949
Hamlet – Regie: Laurence Olivier
- Im Kreuzfeuer (Crossfire) – Regie: Edward Dmytryk
- Kleines Herz in Not (The Fallen Idol) – Regie: Carol Reed
- Lüge einer Sommernacht (Quattro passi fra le nuvole) – Regie: Alessandro Blasetti
- Monsieur Vincent – Regie: Maurice Cloche
- Paisà – Regie: Roberto Rossellini
- Stadt ohne Maske (The Naked City) – Regie: Jules Dassin

## 1950er-Jahre
1950
Fahrraddiebe (Ladri di biciclette) – Regie: Vittorio de Sica
- Berliner Ballade – Regie: Robert A. Stemmle
- Die letzte Etappe (Ostatni etap) – Regie: Wanda Jakubowska
- Ring frei für Stoker Thompson (The Set-Up) – Regie: Robert Wise
- Der dritte Mann (The Third Man) – Regie: Carol Reed
- Der Schatz der Sierra Madre (The Treasure of the Sierra Madre) – Regie: John Huston
- Das unheimliche Fenster (The Window) – Regie: Ted Tetzlaff

1951
Alles über Eva (All About Eve) – Regie: Joseph L. Mankiewicz
- Asphalt Dschungel (The Asphalt Jungle) – Regie: John Huston
- Griff in den Staub (Intruder in the Dust) – Regie: Clarence Brown
- Heut’ gehn wir bummeln (On The Town) – Regie: Stanley Donen und Gene Kelly
- Die Männer (The Men) – Regie: Fred Zinnemann
- Orphée – Regie: Jean Cocteau
- Der Pakt mit dem Teufel (La Beauté du diable) – Regie: René Clair

1952
Der Reigen (La Ronde) – Regie: Max Ophüls
- Ein Amerikaner in Paris (An American in Paris) – Regie: Vincente Minnelli
- Aufruhr in Santa Sierra (The Sound of Fury) – Regie: Cyril Endfield
- Edouard und Caroline (Édouard et Caroline) – Regie: Jacques Becker
- Fräulein Julie (Fröken Julie) – Regie: Alf Sjöberg
- Das Glück kam über Nacht (The Lavender Hill Mob) – Regie: Charles Crichton
- Konflikt des Herzens (The Browning Version) – Regie: Anthony Asquith
- The Magic Garden – Regie: Donald Swanson
- Der Mann im weißen Anzug (The Man in the White Suit) – Regie: Alexander Mackendrick
- No Resting Place – Regie: Paul Rotha
- Polizeirevier 21 (Detective Story) – Regie: William Wyler
- Die rote Tapferkeitsmedaille (The Red Badge of Courage) – Regie: John Huston
- The Small Miracle – Regie: Maurice Cloche und Ralph Smart
- Ein Sonntag im August (Domenica d’agosto) – Regie: Luciano Emmer
- Vierzehn Stunden (Fourteen Hours) – Regie: Henry Hathaway
- Landung in Salerno (A Walk in the Sun) – Regie: Lewis Milestone
- Der wunderbare Flimmerkasten (The Magic Box) – Regie: John Boulting

1953
Der unbekannte Feind (The Sound Barrier) – Regie: David Lean
- African Queen (The African Queen) – Regie: John Huston
- Angels One Five – Regie: George More O’Ferrall
- The Boy Kumasenu – Regie: Sean Graham
- Carrie – Regie: William Wyler
- Denn sie sollen getröstet werden (Cry, the Beloved Country) – Regie: Zoltan Korda
- Endstation Sehnsucht (A Streetcar Named Desire) – Regie: Elia Kazan
- Goldhelm (Casque d’or) – Regie: Jacques Becker
- Mandy – Regie: Alexander Mackendrick und Fred F. Sears
- Rampenlicht (Limelight) – Regie: Charles Chaplin
- Rashomon – Das Lustwäldchen (Rashômon) – Regie: Akira Kurosawa
- Singin’ in the Rain – Regie: Stanley Donen und Gene Kelly
- Der Strom (The River) – Regie: Jean Renoir
- Der Tod eines Handlungsreisenden (Death of a Salesman) – Regie: László Benedek
- Der Verdammte der Inseln (The Outcast of the Islands) – Regie: Carol Reed
- Die Vergessenen (Los Olvidados) – Regie: Luis Buñuel
- Viva Zapata! – Regie: Elia Kazan
- Das Wunder von Mailand (Miracolo a Milano) – Regie: Vittorio de Sica

1954
Verbotene Spiele (Jeux interdits) – Regie: René Clément
- Besiegter Haß (The Kidnappers) – Regie: Philip Leacock
- Don Camillo und Peppone (Le Petit monde de Don Camillo) – Regie: Julien Duvivier
- Die feurige Isabella (Genevieve) – Regie: Henry Cornelius
- Für zwei Groschen Hoffnung (Due soldi di speranza) – Regie: Renato Castellani
- Der große Atlantik (The Cruel Sea) – Regie: Charles Frend
- Das Herz aller Dinge (The Heart of the Matter) – Regie: George More O’Ferrall
- Ein Herz und eine Krone (Roman Holiday) – Regie: William Wyler
- Julius Caesar – Regie: Joseph L. Mankiewicz
- Kehr zurück, kleine Sheba (Come Back, Little Sheba) – Regie: Daniel Mann
- Lili – Regie: Charles Walters
- Das Medium (The Medium) – Regie: Gian Carlo Menotti
- Mein großer Freund Shane (Shane) – Regie: George Stevens
- Mogambo – Regie: John Ford
- Moulin Rouge – Regie: John Huston
- Stadt der Illusionen (The Bad and the Beautiful) – Regie: Vincente Minnelli
- Verdammt in alle Ewigkeit (From Here to Eternity) – Regie: Fred Zinnemann
- Wenn die Sonne lacht (The Sun Shines Bright) – Regie: John Ford
- Wir sind alle Mörder (Nous sommes tous des assassins) – Regie: André Cayatte

1955
Lohn der Angst (Le Salaire de la peur) – Regie: Henri-Georges Clouzot
- Aber, Herr Doktor… (Doctor in the House) – Regie: Ralph Thomas
- Eine Braut für sieben Brüder (Seven Brides for Seven Brothers) – Regie: Stanley Donen
- Brot, Liebe und Fantasie (Pane, amore e fantasia) – Regie: Luigi Comencini
- Die Caine war ihr Schicksal (The Caine Mutiny) – Regie: Edward Dmytryk
- Die Faust im Nacken (On the Waterfront) – Regie: Elia Kazan
- Das Fenster zum Hof (Rear Window) – Regie: Alfred Hitchcock
- Flammen über Fernost (The Purple Plain) – Regie: Robert Parrish
- Das geteilte Herz (The Divided Heart) – Regie: Charles Crichton
- Glück auf Raten (For Better, for Worse) – Regie: J. Lee Thompson
- Herr im Haus bin ich (Hobson’s Choice) – Regie: David Lean
- Die Intriganten (Executive Suite) – Regie: Robert Wise

Das Höllentor (Jigokumon) – Regie: Teinosuke Kinugasa
- Die Maggie (The Maggie) – Regie: Alexander Mackendrick
- Major Carrington (Carrington V.C.) – Regie: Anthony Asquith
- Robin Crusoe – Regie: Luis Buñuel
- Romeo und Julia (Romeo and Juliet) – Regie: Renato Castellani
- Terror in Block 11 (Riot in Cell Block 11) – Regie: Don Siegel
- Wie angelt man sich einen Millionär? (How to Marry a Millionaire) – Regie: Jean Negulesco
- Wolken sind überall (The Moon is Blue) – Regie: Otto Preminger

1956
Richard III. – Regie: Laurence Olivier
- Carmen Jones – Regie: Otto Preminger
- The Colditz Story – Regie: Guy Hamilton
- Mai 1943 – Die Zerstörung der Talsperren (The Dam Busters) – Regie: Michael Anderson
- Der Gefangene (The Prisoner) – Regie: Peter Glenville
- Jenseits von Eden (East of Eden) – Regie: Elia Kazan
- Ladykillers (The Ladykillers) – Regie: Alexander Mackendrick
- Marty – Regie: Delbert Mann
- Sie waren 13 (The Night My Number Came Up) – Regie: Leslie Norman
- Die sieben Samurai (Shichinin no samurai) – Regie: Akira Kurosawa
- Simba – Regie: Brian Desmond Hurst
- Stadt in Angst (Bad Day at Black Rock) – Regie: John Sturges
- La Strada – Das Lied der Straße (La Strada) – Regie: Federico Fellini
- Der Traum deines Lebens (Summertime) – Regie: David Lean

1957
Gervaise – Regie: René Clément
- Der Abtrünnige (Le Défroqué) – Regie: Léo Joannon
- Allen Gewalten zum Trotz (Reach for the Sky) – Regie: Lewis Gilbert
- Baby Doll – Begehre nicht des anderen Weib (Baby Doll) – Regie: Elia Kazan
- … denn sie wissen nicht, was sie tun (Rebel Without A Cause) – Regie: Nicholas Ray
- Freunde fürs Leben (Amici per la pelle) – Regie: Franco Rossi
- Immer Ärger mit Harry (The Trouble with Harry) – Regie: Alfred Hitchcock
- Die Rechnung ging nicht auf (The Killing) – Regie: Stanley Kubrick
- Krieg und Frieden (War and Peace) – Regie: King Vidor
- Das Lächeln einer Sommernacht (Sommarnattens leende) – Regie: Ingmar Bergman
- Der Mann, den es nie gab (The Man Who Never Was) – Regie: Otto Preminger
- Der Mann mit dem goldenen Arm (The Man with the Golden Arm) – Regie: Otto Preminger
- Marsch durch die Hölle (A Town Like Alice) – Regie: Jack Lee
- Panzerschiff Graf Spee (The Battle of the River Plate) – Regie: Michael Powell und Emeric Pressburger
- Picknick (Picnic) – Regie: Joshua Logan
- Poprigunya – Regie: Samson Samsonow
- Schwere Jungs – leichte Mädchen (Guys and Dolls) – Regie: Joseph L. Mankiewicz
- The Shadow – Regie: nicht bekannt
- Umfange mich, Nacht (Yield to the Night) – Regie: J. Lee Thompson

1958
Die Brücke am Kwai (The Bridge on the River Kwai) – Regie: David Lean
- Apus Weg ins Leben – 1. Auf der Straße (Pather Panchali) – Regie: Satyajit Ray
- Die zwölf Geschworenen (12 Angry Men) – Regie: Sidney Lumet
- Ein Mann besiegt die Angst (Edge of the City) – Regie: Martin Ritt
- Ein zum Tode Verurteilter ist entflohen (Un condamné à mort s’est échappé) – Regie: Robert Bresson
- Die Junggesellenparty (The Bachelor Party) – Regie: Delbert Mann
- Kostbare Bürde (The Shiralee) – Regie: Leslie Norman
- Der Mann, der sterben muß (Celui qui doit mourir) – Regie: Jules Dassin
- Mann im Feuer (Windom’s Way) – Regie: Ronald Neame
- Die Mausefalle (Porte des Lilas) – Regie: René Clair
- Der Prinz und die Tänzerin (The Prince and the Showgirl) – Regie: Laurence Olivier
- Der Seemann und die Nonne (Heaven Knows, Mr. Alison) – Regie: John Huston
- Stern des Gesetzes (The Tin Star) – Regie: Anthony Mann
- That Night! – Regie: John Newland
- Wege zum Ruhm (Paths of Glory) – Regie: Stanley Kubrick
- Zähl bis drei und bete (3:10 to Yuma) – Regie: Delmer Daves

1959
Der Weg nach oben (Room at the Top) – Regie: Jack Clayton
- Apus Weg ins Leben – 2. Der Unbesiegbare (Aparajito) – Regie: Satyajit Ray
- In Colorado ist der Teufel los (The Sheepman) – Regie: George Marshall
- Eiskalt in Alexandrien – Feuersturm über Afrika (Ice-Cold in Alex) – Regie: J. Lee Thompson
- Fenster ohne Vorhang (No Down Payment) – Regie: Martin Ritt
- Flucht in Ketten (The Defiant Ones) – Regie: Stanley Kramer
- Indiskret (Indiscreet) – Regie: Stanley Donen
- Die jungen Löwen (The Young Lions) – Regie: Edward Dmytryk
- Die Katze auf dem heißen Blechdach (Cat on a Hot Tin Roof) – Regie: Richard Brooks
- Der lautlose Krieg (Orders to Kill) – Regie: Anthony Asquith
- Die Nächte der Cabiria (Le Notti di Cabiria) – Regie: Federico Fellini
- Die schwarzen Teufel von El Alamein (Sea of Sand) – Regie: Guy Green
- Die Kraniche ziehen (Летят журавли) – Regie: Michail Kalatosow
- Wilde Erdbeeren (Smultronstället) – Regie: Ingmar Bergman

## 1960er-Jahre
1960
Ben Hur (Ben-Hur) – Regie: William Wyler
- Anatomie eines Mordes (Anatomy of a Murder) – Regie: Otto Preminger
- Asche und Diamant (Popiól i diament) – Regie: Andrzej Wajda
- Blick zurück im Zorn (Look Back in Anger) – Regie: Tony Richardson
- Brennendes Indien (North West Frontier) – Regie: J. Lee Thompson
- Feinde von gestern (Yesterday’s Enemy) – Regie: Val Guest
- Geschichte einer Nonne (The Nun’s Story) – Regie: Fred Zinnemann
- Das Gesicht (Ansiktet) – Regie: Ingmar Bergman
- Gigi – Regie: Vincente Minnelli
- Kommissar Maigret stellt eine Falle (Maigret tend un piège) – Regie: Jean Delannoy
- Das Mädchen Saphir (Sapphire) – Regie: Basil Dearden
- Manche mögen’s heiß (Some Like It Hot) – Regie: Billy Wilder
- Tiger Bay – Regie: J. Lee Thompson
- Weites Land (The Big Country) – Regie: William Wyler
- Der Zwang zum Bösen (Compulsion) – Regie: Richard Fleischer

1961
Das Appartement (The Apartment) – Regie: Billy Wilder
- Die mit der Liebe spielen (L’Avventura) – Regie: Michelangelo Antonioni
- Einst ein Held (Tunes of Glory) – Regie: Ronald Neame
- Elmer Gantry – Regie: Richard Brooks
- Hiroshima, mon amour – Regie: Alain Resnais
- Machen wir’s in Liebe (Let’s Make Love) – Regie: George Cukor
- Der Mann mit der grünen Nelke (The Trials of Oscar Wilde) – Regie: Ken Hughes
- Orfeu Negro – Regie: Marcel Camus
- Samstagnacht bis Sonntagmorgen (Saturday Night and Sunday Morning) – Regie: Karel Reisz
- Schatten (Shadows) – Regie: John Cassavetes
- Sie küßten und sie schlugen ihn (Les Quatre cents coups) – Regie: François Truffaut
- Spartacus – Regie: Stanley Kubrick
- Sonntags… nie! (Pote tin Kyriaki) – Regie: Jules Dassin
- Das süße Leben (La dolce vita) – Regie: Federico Fellini
- Das Testament des Orpheus (Le Testament d’Orphée) – Regie: Jean Cocteau
- Wer den Wind sät (Inherit the Wind) – Regie: Stanley Kramer
- Zorniges Schweigen (The Angry Silence) – Regie: Guy Green

1962
Die Ballade vom Soldaten (Ballada o soldatje) – Regie: Grigori Tschuchrai

Haie der Großstadt (The Hustler) – Regie: Robert Rossen
- Apus Weg ins Leben – 3. Apus Welt (Apur Sansar) – Regie: Satyajit Ray
- Bitterer Honig (A Taste of Honey) – Regie: Tony Richardson
- Der endlose Horizont (The Sundowners) – Regie: Fred Zinnemann
- Das Loch (Le Trou) – Regie: Jacques Becker
- Rocco und seine Brüder (Rocco e i suoi fratelli) – Regie: Luchino Visconti
- Schloß des Schreckens (The Innocents) – Regie: Jack Clayton
- Sieben gegen die Hölle (The Long and the Short and the Tall) – Regie: Leslie Norman
- Urteil von Nürnberg (Judgement at Nuremberg) – Regie: Stanley Kramer
- … woher der Wind weht (Whistle Down The Wind) – Regie: Bryan Forbes

1963
Lawrence von Arabien (Lawrence of Arabia) – Regie: David Lean
- Botschafter der Angst (The Manchurian Candidate) – Regie: John Frankenheimer
- Die Dame mit dem Hündchen (Dama s sobachkoy) – Regie: Iossif Cheifiz
- Das indiskrete Zimmer (The L-Shaped Room) – Regie: Bryan Forbes
- Jules und Jim (Jules et Jim) – Regie: François Truffaut
- Der Korporal in der Schlinge (Le Caporal épinglé) – Regie: Jean Renoir
- Der Kriegsverweigerer (Tu ne tueras point) – Regie: Claude Autant-Lara
- Letztes Jahr in Marienbad (L’Année dernière à Marienbad) – Regie: Alain Resnais
- Licht im Dunkel (The Miracle Worker) – Regie: Arthur Penn
- Lieben kann man nur zu zweit (Only Two Can Play) – Regie: Sidney Gilliat
- Lola, das Mädchen aus dem Hafen (Lola) – Regie: Jacques Demy
- Die nackte Insel (Hadaka no shima) – Regie: Kaneto Shindō
- Noch nach Jahr und Tag (Une aussi longue absence) – Regie: Henri Colpi
- Nur ein Hauch Glückseligkeit (A Kind of Loving) – Regie: John Schlesinger
- Phaedra – Regie: Jules Dassin
- Die Verdammten der Meere (Billy Budd) – Regie: Peter Ustinov
- West Side Story – Regie: Jerome Robbins und Robert Wise
- Wie in einem Spiegel (Såsom i en spegel) – Regie: Ingmar Bergman

1964
Tom Jones – Zwischen Bett und Galgen (Tom Jones) – Regie: Tony Richardson
- Achteinhalb (8½) – Regie: Federico Fellini
- David und Lisa (David and Lisa) – Regie: Frank Perry
- Der Diener (The Servant) – Regie: Joseph Losey
- Geliebter Spinner (Billy Liar) – Regie: John Schlesinger
- Lockender Lorbeer (This Sporting Life) – Regie: Lindsay Anderson
- Das Messer im Wasser (Nóz w wodzie) – Regie: Roman Polański
- Scheidung auf italienisch (Divorzio all’italiana) – Regie: Pietro Germi
- Die Tage des Weines und der Rosen (Days of Wine and Roses) – Regie: Blake Edwards
- Die vier Tage von Neapel (Le Quattro giornate di Napoli) – Regie: Nanni Loy
- Wer die Nachtigall stört (To Kill a Mockingbird) – Regie: Robert Mulligan
- Der Wildeste unter Tausend (Hud) – Regie: Martin Ritt

1965
Dr. Seltsam oder: Wie ich lernte, die Bombe zu lieben (Dr. Strangelove Or: How I Learned To Stop Worrying And Love The Bomb) – Regie: Stanley Kubrick
- Becket – Regie: Peter Glenville
- Schlafzimmerstreit (The Pumpkin Eater) – Regie: Jack Clayton
- Der Zug (The Train) – Regie: John Frankenheimer

1966
My Fair Lady – Regie: George Cukor
- Alexis Sorbas (Zorba, the Greek) – Regie: Michael Cacoyannis
- Der gewisse Kniff (The Knack …and How to Get It) – Regie: Richard Lester
- Hamlet (Gamlet) – Regie: Grigori Kosinzew
- Ein Haufen toller Hunde (The Hill) – Regie: Sidney Lumet

1967
Wer hat Angst vor Virginia Woolf? (Who’s Afraid of Virginia Woolf?) – Regie: Mike Nichols
- Doktor Schiwago (Doctor Zhivago) – Regie: David Lean
- Protest (Morgan: A Suitable Case for Treatment) – Regie: Karel Reisz
- Der Spion, der aus der Kälte kam (The Spy Who Came In From The Cold) – Regie: Martin Ritt

1968
Ein Mann zu jeder Jahreszeit (A Man For All Seasons) – Regie: Fred Zinnemann
- Bonnie und Clyde (Bonnie and Clyde) – Regie: Arthur Penn
- Ein Mann und eine Frau (Un homme et une femme) – Regie: Claude Lelouch
- In der Hitze der Nacht (In the Heat of the Night) – Regie: Norman Jewison

1969
Die Reifeprüfung (The Graduate) – Regie: Mike Nichols
- 2001: Odyssee im Weltraum (2001: A Space Odyssey) – Regie: Stanley Kubrick
- Liebe nach Fahrplan (Ostre sledované vlaky) – Regie: Jiří Menzel
- Oliver (Oliver!) – Regie: Carol Reed

## 1970er-Jahre
1970
Asphalt-Cowboy (Midnight Cowboy) – Regie: John Schlesinger
- Liebende Frauen (Women in Love) – Regie: Ken Russell
- Oh! What a Lovely War (Oh! What a Lovely War) – Regie: Richard Attenborough
- Z – Regie: Constantin Costa-Gavras

1971
Zwei Banditen (Butch Cassidy and the Sundance Kid) – Regie: George Roy Hill
- Kes – Regie: Ken Loach
- MASH – Regie: Robert Altman
- Ryans Tochter (Ryan’s Daughter) – Regie: David Lean

1972
Sunday, Bloody Sunday (Sunday Bloody Sunday) – Regie: John Schlesinger
- Der Mittler (The Go-Between) – Regie: Joseph Losey
- Tod in Venedig (Morte a Venezia) – Regie: Luchino Visconti
- Taking Off – Regie: Miloš Forman

1973
Cabaret – Regie: Bob Fosse
- Brennpunkt Brooklyn (The French Connection) – Regie: William Friedkin
- Die letzte Vorstellung (The Last Picture Show) – Regie: Peter Bogdanovich
- Uhrwerk Orange (A Clockwork Orange) – Regie: Stanley Kubrick

1974
Die amerikanische Nacht (La Nuit américaine) – Regie: François Truffaut
- Der diskrete Charme der Bourgeoisie (Le Charme discret de la bourgeoisie) – Regie: Luis Buñuel
- Der Schakal (The Day of the Jackal) – Regie: Fred Zinnemann
- Wenn die Gondeln Trauer tragen (Don’t Look Now) – Regie: Nicolas Roeg

1975
Lacombe, Lucien (Lacombe Lucien) – Regie: Louis Malle
- Chinatown – Regie: Roman Polański
- Das letzte Kommando (The Last Detail) – Regie: Hal Ashby
- Mord im Orient-Expreß (Murder on the Orient Express) – Regie: Sidney Lumet

1976
Alice lebt hier nicht mehr (Alice Doesn’t Live Here Anymore) – Regie: Martin Scorsese
- Barry Lyndon – Regie: Stanley Kubrick
- Hundstage (Dog Day Afternoon) – Regie: Sidney Lumet
- Der weiße Hai (Jaws) – Regie: Steven Spielberg

1977
Einer flog über das Kuckucksnest (One Flew Over the Cuckoo’s Nest) – Regie: Miloš Forman
- Bugsy Malone – Regie: Alan Parker
- Taxi Driver – Regie: Martin Scorsese
- Die Unbestechlichen (All the President’s Men) – Regie: Alan J. Pakula

1978
Der Stadtneurotiker (Annie Hall) – Regie: Woody Allen
- Die Brücke von Arnheim (A Bridge Too Far) – Regie: Richard Attenborough
- Network – Regie: Sidney Lumet
- Rocky – Regie: John G. Avildsen

1979
Julia – Regie: Fred Zinnemann
- 12 Uhr nachts – Midnight Express (Midnight Express) – Regie: Alan Parker
- Krieg der Sterne (Star Wars) – Regie: George Lucas
- Unheimliche Begegnung der dritten Art (Close Encounters of the Third Kind) – Regie: Steven Spielberg

## 1980er-Jahre
1980
Manhattan – Regie: Woody Allen
- Apocalypse Now – Regie: Francis Ford Coppola
- Die durch die Hölle gehen (The Deer Hunter) – Regie: Michael Cimino
- Das China-Syndrom (The China Syndrome) – Regie: James Bridges

1981
Der Elefantenmensch (The Elephant Man) – Regie: David Lynch
- Kagemusha – Der Schatten des Kriegers (Kagemusha) – Regie: Akira Kurosawa
- Kramer gegen Kramer (Kramer vs. Kramer) – Regie: Robert Benton
- Willkommen Mr. Chance (Being There) – Regie: Hal Ashby

1982
Die Stunde des Siegers (Chariots of Fire) – Regie: Hugh Hudson
- Atlantic City, USA (Atlantic City) – Regie: Louis Malle
- Die Geliebte des französischen Leutnants (The French Lieutenant’s Woman) – Regie: Karel Reisz
- Gregory’s Girl – Regie: Bill Forsyth

1983
Gandhi – Regie: Richard Attenborough
- Am goldenen See (On Golden Pond) – Regie: Mark Rydell
- E.T. – Der Außerirdische (E.T. the Extra-Terrestrial) – Regie: Steven Spielberg
- Vermisst (Missing) – Regie: Constantin Costa-Gavras

1984
Rita will es endlich wissen (Educating Rita) – Regie: Lewis Gilbert
- Hitze und Staub (Heat and Dust) – Regie: James Ivory
- Local Hero – Regie: Bill Forsyth
- Tootsie – Regie: Sydney Pollack

1985
The Killing Fields – Schreiendes Land (The Killing Fields) – Regie: Roland Joffé
- Ein ungleiches Paar (The Dresser) – Regie: Peter Yates
- Magere Zeiten – Der Film mit dem Schwein (A Private Function) – Regie: Malcolm Mowbray
- Paris, Texas – Regie: Wim Wenders

1986
The Purple Rose of Cairo – Regie: Woody Allen
- Amadeus – Regie: Miloš Forman
- Der einzige Zeuge (Witness) – Regie: Peter Weir
- Reise nach Indien (A Passage to India) – Regie: David Lean
- Zurück in die Zukunft (Back to the Future) – Regie: Robert Zemeckis

1987
Zimmer mit Aussicht (A Room with a View) – Regie: James Ivory
- Hannah und ihre Schwestern (Hannah and Her Sisters) – Regie: Woody Allen
- Mission (The Mission) – Regie: Roland Joffé
- Mona Lisa – Regie: Neil Jordan

1988
Jean Florette (Jean de Florette) – Regie: Claude Berri
- Hope and Glory – Regie: John Boorman
- Radio Days – Regie: Woody Allen
- Schrei nach Freiheit (Cry Freedom) – Regie: Richard Attenborough

1989
Der letzte Kaiser (The Last Emperor) – Regie: Bernardo Bertolucci
- Auf Wiedersehen, Kinder (Au revoir les enfants) – Regie: Louis Malle
- Babettes Fest (Babettes gæstebud) – Regie: Gabriel Axel
- Ein Fisch namens Wanda (A Fish Called Wanda) – Regie: Charles Crichton

## 1990er-Jahre
1990
Der Club der toten Dichter (Dead Poets Society) – Regie: Peter Weir
- Harry und Sally (When Harry Met Sally…) – Regie: Rob Reiner
- Mein linker Fuß (My Left Foot) – Regie: Jim Sheridan
- Shirley Valentine – Auf Wiedersehen, mein lieber Mann (Shirley Valentine) – Regie: Lewis Gilbert

1991
GoodFellas – Drei Jahrzehnte in der Mafia (Goodfellas) – Regie: Martin Scorsese
- Miss Daisy und ihr Chauffeur (Driving Miss Daisy) – Regie: Bruce Beresford
- Pretty Woman – Regie: Garry Marshall
- Verbrechen und andere Kleinigkeiten (Crimes and Misdemeanors) – Regie: Woody Allen

1992
Die Commitments (The Commitments) – Regie: Alan Parker
- Der mit dem Wolf tanzt (Dances with Wolves) – Regie: Kevin Costner
- Das Schweigen der Lämmer (The Silence of the Lambs) – Regie: Jonathan Demme
- Thelma & Louise – Regie: Ridley Scott

1993
Wiedersehen in Howards End (Howards End) – Regie: James Ivory
- The Crying Game – Regie: Neil Jordan
- Erbarmungslos (Unforgiven) – Regie: Clint Eastwood
- The Player – Regie: Robert Altman
- Strictly Ballroom – Die gegen alle Regeln tanzen (Strictly Ballroom) – Regie: Baz Luhrmann

1994
Schindlers Liste (Schindler’s List) – Regie: Steven Spielberg
- Das Piano (The Piano) – Regie: Jane Campion
- Shadowlands – Regie: Richard Attenborough
- Was vom Tage übrig blieb (The Remains of the Day) – Regie: James Ivory

1995
Vier Hochzeiten und ein Todesfall (Four Weddings and a Funeral) – Regie: Mike Newell
- Forrest Gump – Regie: Robert Zemeckis
- Pulp Fiction – Regie: Quentin Tarantino
- Quiz Show – Regie: Robert Redford

1996
Sinn und Sinnlichkeit (Sense and Sensibility) – Regie: Ang Lee
Die üblichen Verdächtigen (The Usual Suspects) – Regie: Bryan Singer
- King George – Ein Königreich für mehr Verstand (The Madness of King George) – Regie: Nicholas Hytner
- Ein Schweinchen namens Babe (Babe) – Regie: Chris Noonan

1997
Der englische Patient (The English Patient) – Regie: Anthony Minghella
- Lügen und Geheimnisse (Secrets & Lies) – Regie: Mike Leigh
- Fargo – Regie: Joel Coen und Ethan Coen
- Shine – Regie: Scott Hicks

1998
Ganz oder gar nicht (The Full Monty) – Regie: Peter Cattaneo
- Ihre Majestät Mrs. Brown (Mrs. Brown) – Regie: John Madden
- L.A. Confidential – Regie: Curtis Hanson
- Titanic – Regie: James Cameron

1999
Shakespeare in Love – Regie: John Madden
- Elizabeth – Regie: Shekhar Kapur
- Der Soldat James Ryan (Saving Private Ryan) – Regie: Steven Spielberg
- Die Truman Show (The Truman Show) – Regie: Peter Weir

## 2000er-Jahre
2000
American Beauty – Regie: Sam Mendes
- East Is East – Regie: Damien O’Donnell
- Das Ende einer Affäre (The End of the Affair) – Regie: Neil Jordan
- The Sixth Sense – Der Sechste Sinn (The Sixth Sense) – Regie: M. Night Shyamalan
- Der talentierte Mr. Ripley (The Talented Mr. Ripley) – Regie: Anthony Minghella

2001
Gladiator – Regie: Ridley Scott
- Almost Famous – Fast berühmt (Almost Famous) – Regie: Cameron Crowe
- Billy Elliot – I Will Dance (Billy Elliot) – Regie: Stephen Daldry
- Erin Brockovich – Regie: Steven Soderbergh
- Tiger & Dragon (Wo hu cang long) – Regie: Ang Lee

2002
Der Herr der Ringe: Die Gefährten (The Lord of the Rings: The Fellowship of the Ring) – Regie: Peter Jackson
- A Beautiful Mind – Regie: Ron Howard
- Die fabelhafte Welt der Amélie (Le Fabuleux destin d’Amélie Poulain) – Regie: Jean-Pierre Jeunet
- Moulin Rouge – Regie: Baz Luhrmann
- Shrek – Der tollkühne Held (Shrek) – Regie: Andrew Adamson

2003
Der Pianist (The Pianist) – Regie: Roman Polański
- Chicago – Regie: Rob Marshall
- Gangs of New York – Regie: Martin Scorsese
- Der Herr der Ringe: Die zwei Türme (The Lord of the Rings: The Two Towers) – Regie: Peter Jackson
- The Hours – Von Ewigkeit zu Ewigkeit (The Hours) – Regie: Stephen Daldry

2004
Der Herr der Ringe: Die Rückkehr des Königs (The Lord of the Rings: The Return of the King) – Regie: Peter Jackson
- Big Fish – Regie: Tim Burton
- Lost in Translation – Regie: Sofia Coppola
- Master and Commander – Bis ans Ende der Welt (Master and Commander: The Far Side of the World) – Regie: Peter Weir
- Unterwegs nach Cold Mountain (Cold Mountain) – Regie: Anthony Minghella

2005
Aviator (The Aviator) – Regie: Martin Scorsese
- Die Reise des jungen Che – Motorcycle Diaries – Regie: Walter Salles
- Vera Drake – Regie: Mike Leigh
- Vergiss mein nicht! (Eternal Sunshine of the Spotless Mind) – Regie: Michel Gondry
- Wenn Träume fliegen lernen (Finding Neverland) – Regie: Marc Forster

2006
Brokeback Mountain – Regie: Ang Lee
- Capote – Regie: Bennett Miller
- Der ewige Gärtner (The Constant Gardener) – Regie: Fernando Meirelles
- Good Night, and Good Luck (Good Night, and Good Luck) – Regie: George Clooney
- L.A. Crash (Crash) – Regie: Paul Haggis

2007
Die Queen (The Queen) – Regie: Stephen Frears
- Babel – Regie: Alejandro González Iñárritu
- Departed – Unter Feinden (The Departed) – Regie: Martin Scorsese
- Der letzte König von Schottland – In den Fängen der Macht (The Last King of Scotland) – Regie: Kevin Macdonald
- Little Miss Sunshine – Regie: Jonathan Dayton und Valerie Faris

2008
Abbitte (Atonement) – Regie: Joe Wright
- American Gangster – Regie: Ridley Scott
- Das Leben der Anderen – Regie: Florian Henckel von Donnersmarck
- No Country for Old Men – Regie: Ethan und Joel Coen
- There Will Be Blood – Regie: Paul Thomas Anderson

2009
Slumdog Millionär (Slumdog Millionaire) – Regie: Danny Boyle
- Frost/Nixon – Regie: Ron Howard
- Milk – Regie: Gus Van Sant
- Der seltsame Fall des Benjamin Button (The Curious Case of Benjamin Button) – Regie: David Fincher
- Der Vorleser (The Reader) – Regie: Stephen Daldry

## 2010er-Jahre
2010
Tödliches Kommando – The Hurt Locker (The Hurt Locker) – Regie: Kathryn Bigelow
- Avatar – Aufbruch nach Pandora (Avatar) – Regie: James Cameron
- An Education – Regie: Lone Scherfig
- Precious – Das Leben ist kostbar (Precious: Based on the Novel Push by Sapphire) – Regie: Lee Daniels
- Up in the Air – Regie: Jason Reitman

2011
The King’s Speech - Die Rede des Königs – Regie: Tom Hooper
- Black Swan – Regie: Darren Aronofsky
- Inception – Regie: Christopher Nolan
- The Social Network – Regie: David Fincher
- True Grit – Regie: Ethan und Joel Coen

2012
The Artist – Regie: Michel Hazanavicius
- Dame, König, As, Spion (Tinker Tailor Soldier Spy) – Regie: Tomas Alfredson
- The Descendants – Familie und andere Angelegenheiten (The Descendants) – Regie: Alexander Payne
- Drive – Regie: Nicolas Winding Refn
- The Help – Regie: Tate Taylor

2013
Argo – Regie: Ben Affleck
- Life of Pi: Schiffbruch mit Tiger (Life of Pi) – Regie: Ang Lee
- Lincoln – Regie: Steven Spielberg
- Les Misérables – Regie: Tom Hooper
- Zero Dark Thirty – Regie: Kathryn Bigelow

2014
12 Years a Slave – Regie: Steve McQueen
- American Hustle – Regie: David O. Russell
- Captain Phillips – Regie: Paul Greengrass
- Philomena – Regie: Stephen Frears
- Gravity – Regie: Alfonso Cuarón

2015
Boyhood – Regie: Richard Linklater
- Birdman oder (Die unverhoffte Macht der Ahnungslosigkeit) (Birdman or (The Unexpected Virtue of Ignorance)) – Regie: Alejandro González Iñárritu
- Die Entdeckung der Unendlichkeit (The Theory of Everything) – Regie: James Marsh
- Grand Budapest Hotel (The Grand Budapest Hotel) – Regie: Wes Anderson
- The Imitation Game – Ein streng geheimes Leben (The Imitation Game) – Regie: Morten Tyldum

2016
The Revenant – Der Rückkehrer (The Revenant) – Regie: Alejandro González Iñárritu
- The Big Short – Regie: Adam McKay
- Bridge of Spies – Der Unterhändler (Bridge of Spies) – Regie: Steven Spielberg
- Carol – Regie: Todd Haynes
- Spotlight – Regie: Tom McCarthy

2017
La La Land – Regie: Damien Chazelle
- Arrival – Regie: Denis Villeneuve
- Ich, Daniel Blake (I, Daniel Blake) – Regie: Ken Loach
- Manchester by the Sea – Regie: Kenneth Lonergan
- Moonlight – Regie: Barry Jenkins

2018
Three Billboards Outside Ebbing, Missouri – Regie: Martin McDonagh
- Call Me by Your Name – Regie: Luca Guadagnino
- Die dunkelste Stunde (Darkest Hour) – Regie: Joe Wright
- Dunkirk – Regie: Christopher Nolan
- Shape of Water – Das Flüstern des Wassers (The Shape of Water) – Regie: Guillermo del Toro

2019
Roma – Regie: Alfonso Cuarón
- BlacKkKlansman – Regie: Spike Lee
- The Favourite – Intrigen und Irrsinn – Regie: Giorgos Lanthimos
- Green Book – Eine besondere Freundschaft – Regie: Peter Farelly
- A Star Is Born – Regie: Bradley Cooper

## 2020er-Jahre
2020
1917 – Regie: Sam Mendes
- The Irishman – Regie: Martin Scorsese
- Joker – Regie: Todd Phillips
- Parasite – Regie: Bong Joon-ho
- Once Upon a Time in Hollywood – Regie: Quentin Tarantino

2021
Nomadland – Regie: Chloé Zhao
- The Father – Regie: Florian Zeller
- The Mauritanian – Regie: Kevin Macdonald
- Promising Young Woman – Regie: Emerald Fennell
- The Trial of the Chicago 7 – Regie: Aaron Sorkin

2022
The Power of the Dog – Regie: Jane Campion
- Belfast  – Regie: Kenneth Branagh
- Don’t Look Up  – Regie: Adam McKay
- Dune – Regie: Denis Villeneuve
- Licorice Pizza – Regie: Paul Thomas Anderson

2023
Im Westen nichts Neues – Regie: Edward Berger
- The Banshees of Inisherin – Regie: Martin McDonagh
- Elvis – Regie: Baz Luhrmann
- Everything Everywhere All at Once – Regie: Daniel Kwan und Daniel Scheinert
- Tár – Regie: Todd Field

2024
Oppenheimer – Regie: Christopher Nolan
- Anatomie eines Falls – Regie: Justine Triet
- The Holdovers – Regie: Alexander Payne
- Killers of the Flower Moon – Regie: Martin Scorsese
- Poor Things – Regie: Giorgos Lanthimos

2025
Konklave (Conclave) – Regie: Edward Berger
- Anora – Regie: Sean Baker
- Der Brutalist (The Brutalist) – Regie: Brady Corbet
- Emilia Pérez – Regie: Jacques Audiard
- Like A Complete Unknown (A Complete Unknown) – Regie: James Mangold